# Aussichtswarte
Unter Aussichtswarte versteht man aufwändige Bauwerke oder Bauwerksteile, deren Zweck es ist, Besuchern eine reizvolle Aussicht zu verschaffen (Aussichtspunkte).

## Bauliches
Aussichtswarten können einfache Terrassen im Gelände oder an einem Bauwerk sein, oft mit Geländer oder Mauer gesichert. Besonders im freien Berggelände errichtet man spezielle freitragendere Aussichtsplattformen, um einen besonders spektakulären Tiefenblick zu bieten.
Aufwändiger konstruiert sind etwa Aussichtstürme, ihr Zweck ist meist, die Aussichtsplattform über die Baumwipfel zu erheben. Eine jüngere Entwicklung ist, Aussichtswarten in andere Hochbauten zu integrieren, etwa bei begehbaren Sendetürmen und in ausnehmend hohe Wolkenkratzer, um einen Weitblick über die Stadtlandschaft zu genießen, oder sogar in technische Bauten wie Brücken, Staumauern oder Windrädern. Extremform ist der Skywalk (respektive Skyway an Gebäuden), teils mit gläsernem Boden.

## Geschichte
Aussichtswarten gehören wohl zu den ursprünglichsten Baulichkeiten des Menschen, das Bedürfnis, Überblick zu gewinnen ist sicherlich älter als die Sesshaftigkeit, und in sicherheitsrelevanter oder kriegerischer Funktion finden sich speziell präparierte Wachposten ebenso wie Ansitze für die Jagd (heute etwa im Hochsitz erhalten) auch in nomadisierenden Kulturen. Das althochdeutsche Wort warte selbst findet sich schon im 8. Jh. im Sinne ‚spähendes Ausschauen, Posten, Wacht, Obacht‘, und ist zu warten wohl ebenso verwandt wie zu wachen.

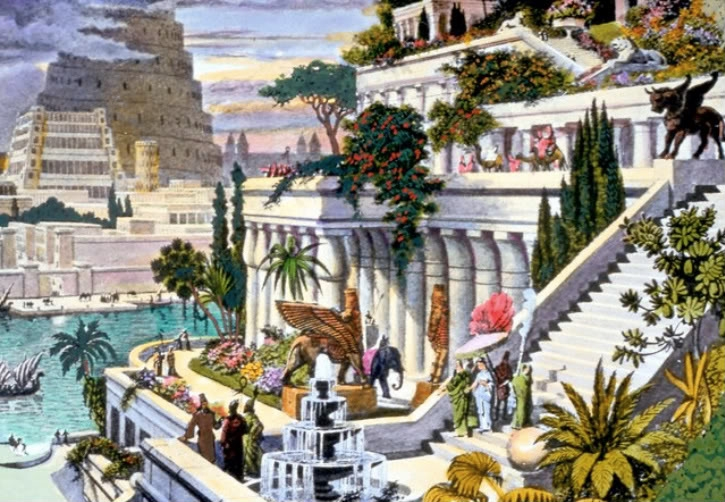
Die Hängende Gärten der Semiramis, Weltwunder der Antike (romantizistische Interpretation als Inbegriff der „Schönen Aussicht“)

Burgen und andere Befestigungen liegen meist in exponierter Lage und haben den Zweck, Ansiedlungen oder Verkehrswege zu überwachen. Ein Freisitz (Balkone, Loggien, und überdachte Veranden, Vor- und Dachterrassen, vorgestellte Altane und Söller) an einem solchen Gebäude gehört zu dessen grundlegenden Funktionen, und dürfte wohl auch immer repräsentativen Zwecken gedient haben. Solche herrschaftlichen Aussichtswarten finden sich schon in der Vorantike, zum Selbstzweck werden sie in Stadtpalästen ebenso wie in Landschlössern. Im Wachturm wird die Aussichtswarte zum Bauelement von Stadtmauern oder Grenzbefestigungen. Einen zusätzlichen Beitrag leistet, dass Denkmäler ebenfalls gerne freisichtig in herausragender Stellung erbaut werden, womit auch Denkmalstandorte zu Aussichtspunkten werden, und die Aussichtswarte auch zum Element der Gartenarchitektur wird. Spätestens ab der beginnenden Neuzeit ist in Europa das Belvedere (‚schöne/gute Aussicht‘) unverzichtbarer Bestandteil der Repräsentationsarchitektur ebenso wie der gehobenen Wohnkultur.

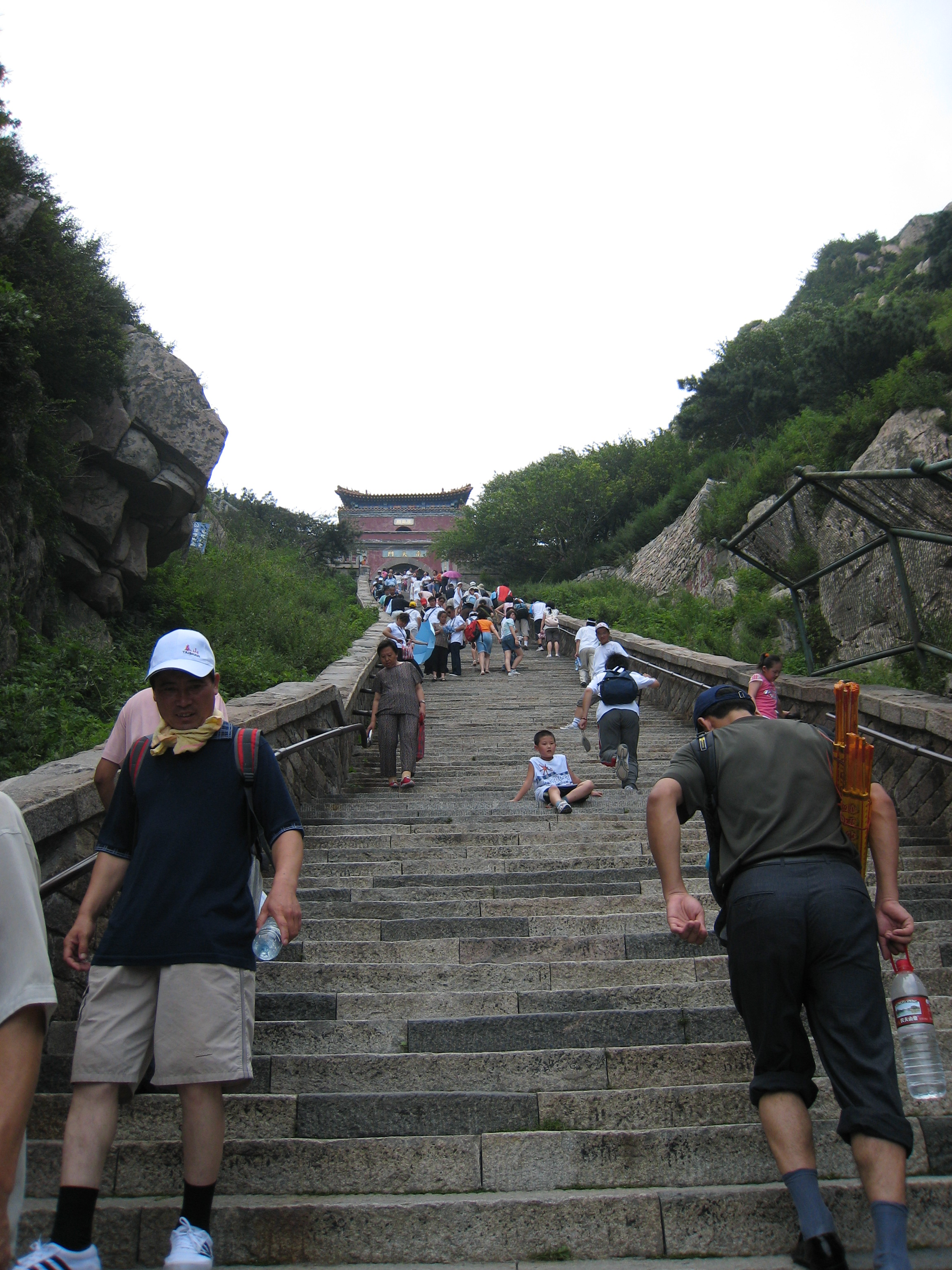
Das Südliche Himmelstor am Tai Shan (16. Jh.)

Die eigentliche Entwicklung zur Aussichtswarte im heutigen Sinne setzt – abgesehen von religiösem Kontext des Pilgerwesens wie bei den fünf Heiligen Bergen des Daoismus oder dem Monte de Gozo (‚Berg der Freude‘) am Jakobsweg – mit dem Beginn des Fremdenverkehrs im 19. Jahrhundert ein. Damit wird die Fernsicht ein rein ästhetisches Erlebnis des Betrachters (losgelöst von der zweckgebundenen Funktion für einen expliziten Beobachter). Am Rhein oder in der Sächsischen Schweiz ebenso wie in den Alpen markieren die Alpinvereine spezielle Aussichtspunkte aus, ebenso die Fremdenverkehrsvereine in Ortsnähe, und dann auch Orte an den Küsten. Damit wird der Anblick an sich zur Attraktion. So wie „schöne Aussicht“ zum zentralen Paradigma der Fremdenverkehrsarchitektur wird („Meerblick-“ oder „Alpenblick-Syndrom“, findet seine Übersteigerung dann in der „Balkonburg“ der 1960er), wird der Aussichtspunkt als solcher zur grundlegenden Tourismusdestination (Point of Interest, POI/OVI), und damit zum Wirtschaftsfaktor einer Tourismusregion. Damit besteht auch die Notwendigkeit, den Aussichtspunkt möglichst einfach zu erschließen (Wege/Straßen, Parkplätze, Seilbahnen), und auch, ihn abzusichern (Geländer, Planierungen), zu verbessern (Vor- und Hochverlegungen) und zu bereichern (Sitzbänke, Infotafeln, Einkehrmöglichkeiten usf.), womit die Aussichtswarte im eigentlichen Sinne entsteht.

Alpine und Naturschönheiten-Aussichtswarten
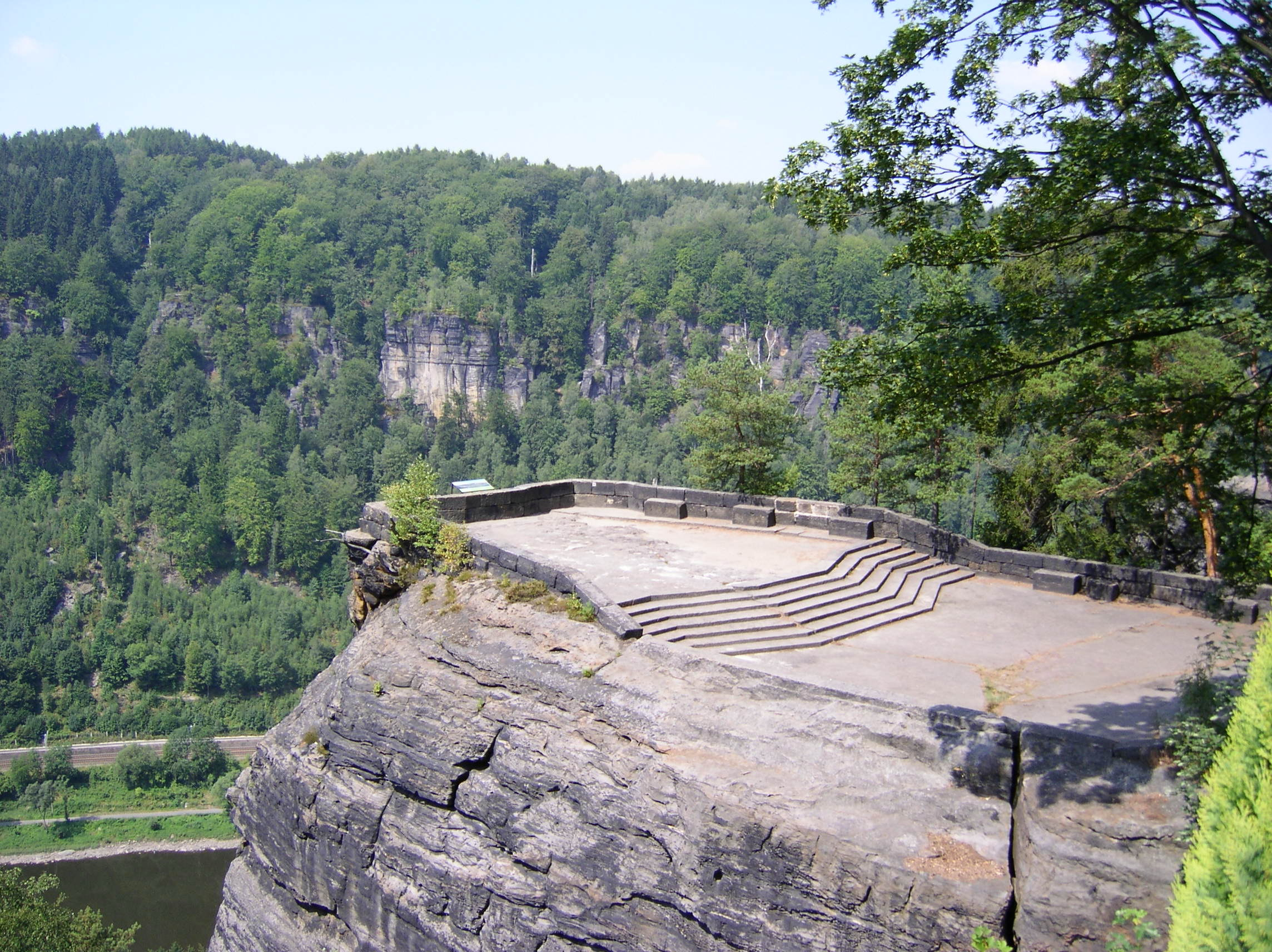
Das Belvedér von Schloss Bynovec (Binsdorf) im tschechischen Elbtal, Anfang 18. Jh.
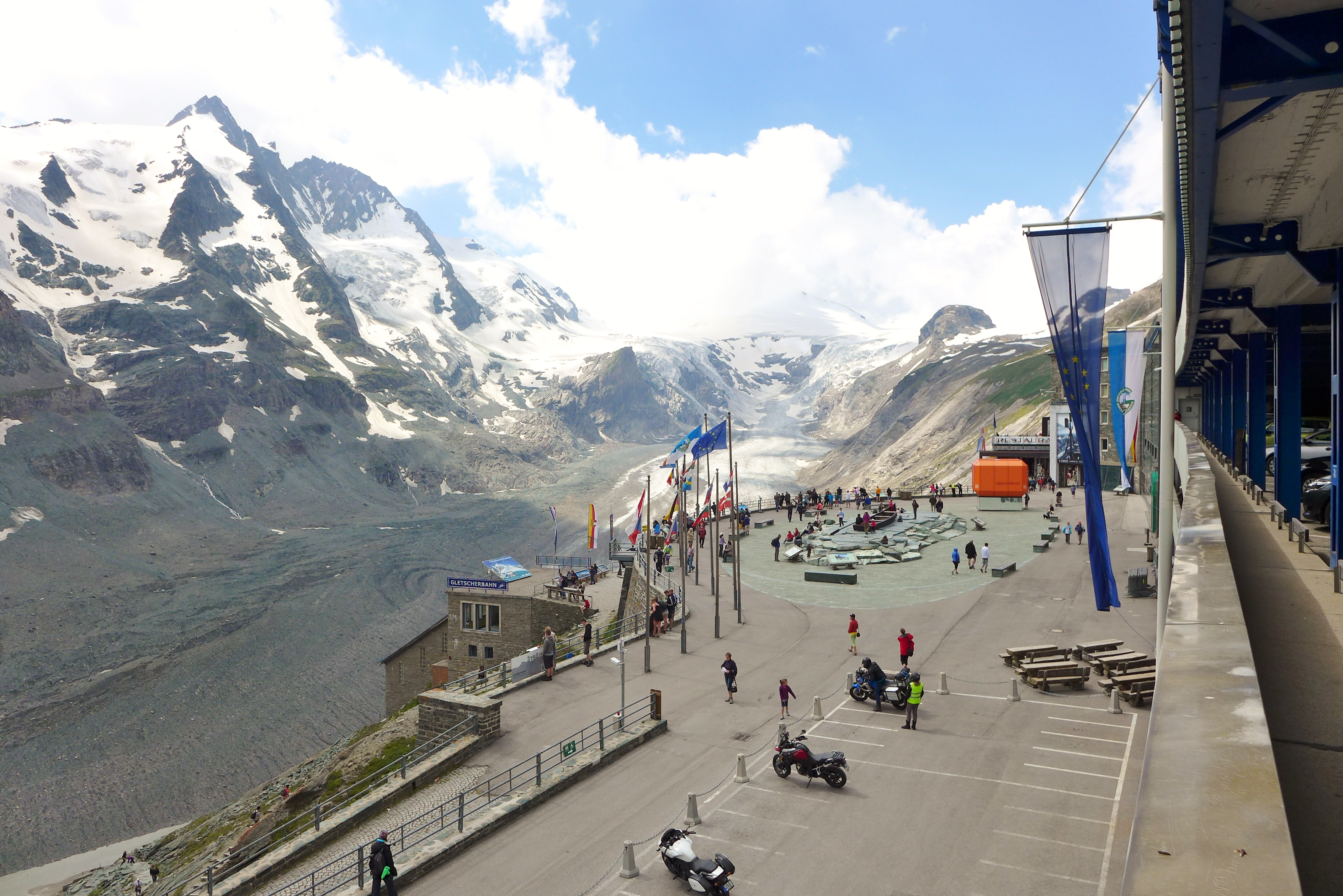
Kaiser-Franz-Josefs-Höhe (Glocknerblick der Hochalpenstraße), 1876, Straße 1932
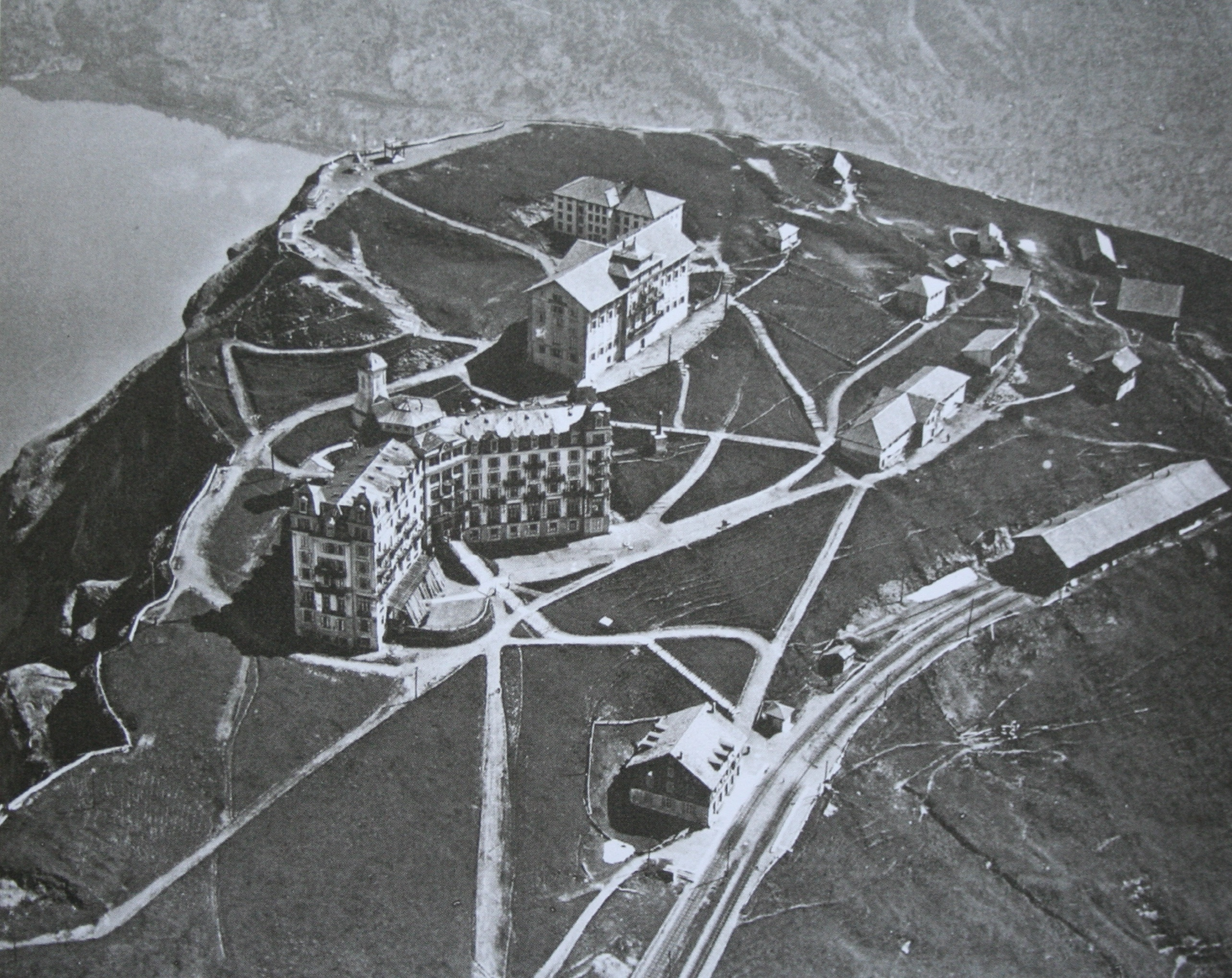
Intensiverschliessung der Rigi mit Berghotels und Warten (Luftbild um 1920)

Dasselbe gilt im Städtetourismus („Stadtblicke“). Jüngste Entwicklung sind extreme Aussichtswarten der höchsten Wolkenkratzer weltweit seit den 2000ern.

Aussichtswarten auf Hochbauten
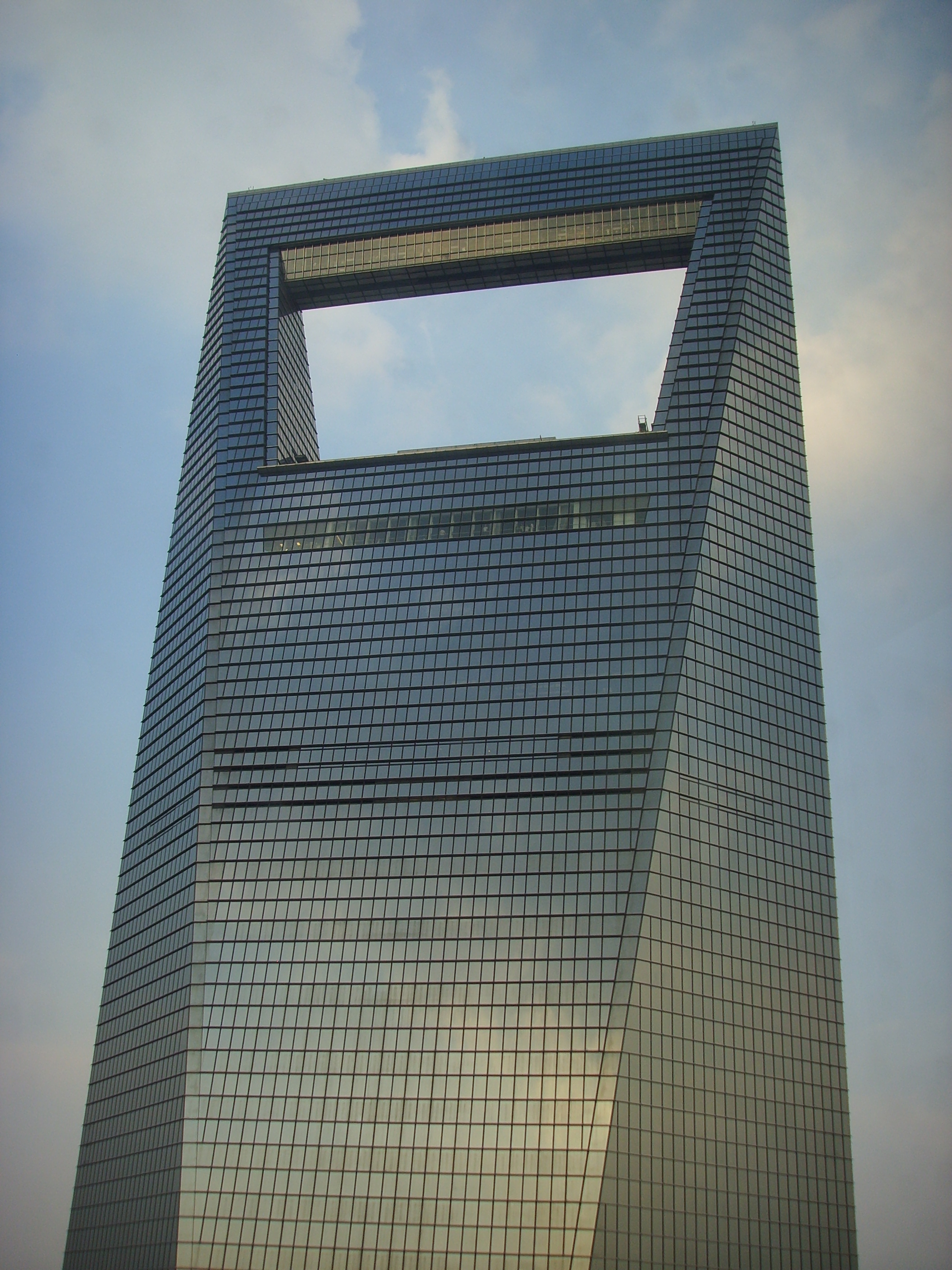
Shanghai World Financial Center, China (2008, 474 m)
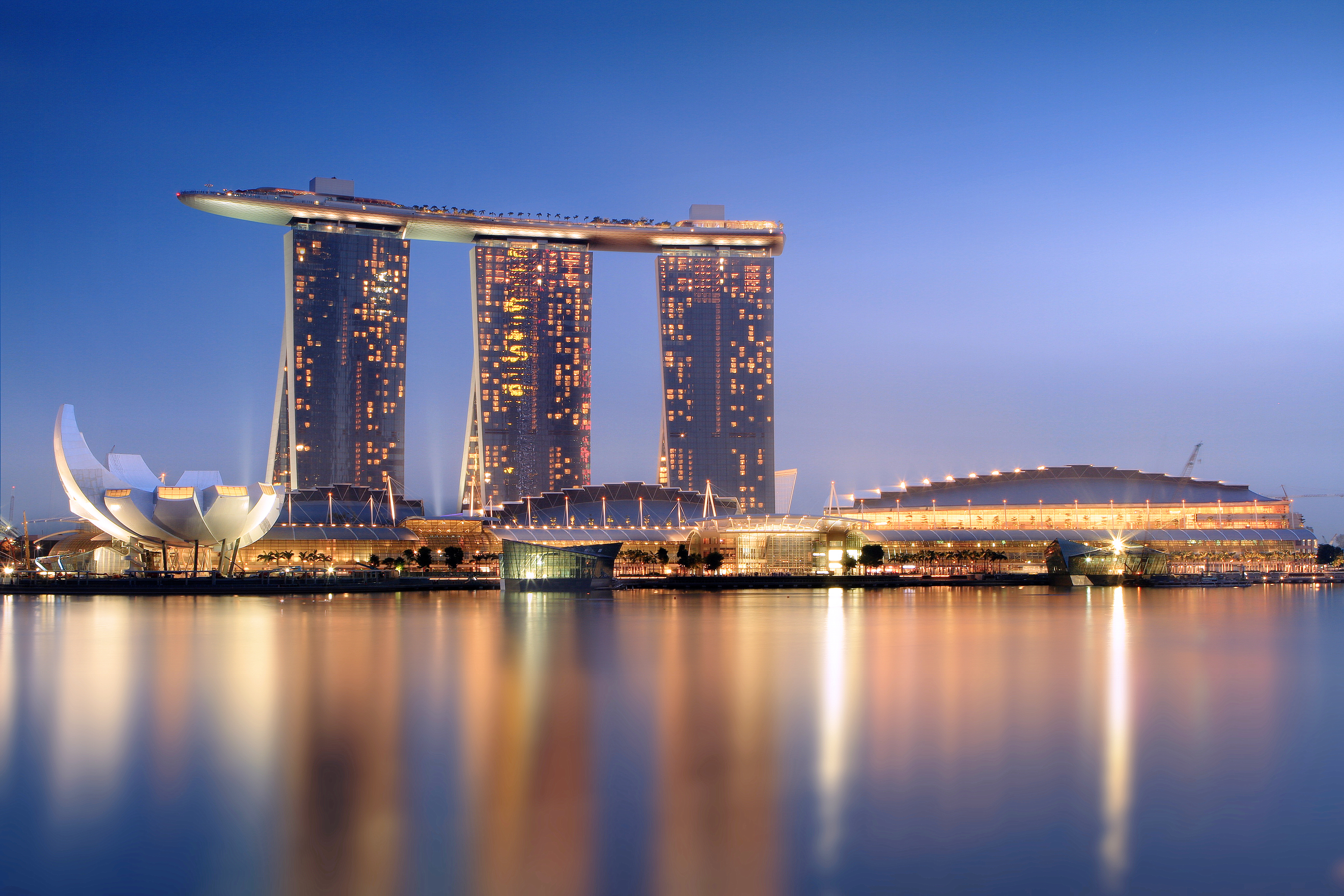
Marina Bay Sands, Singapur (2010, 191 m)
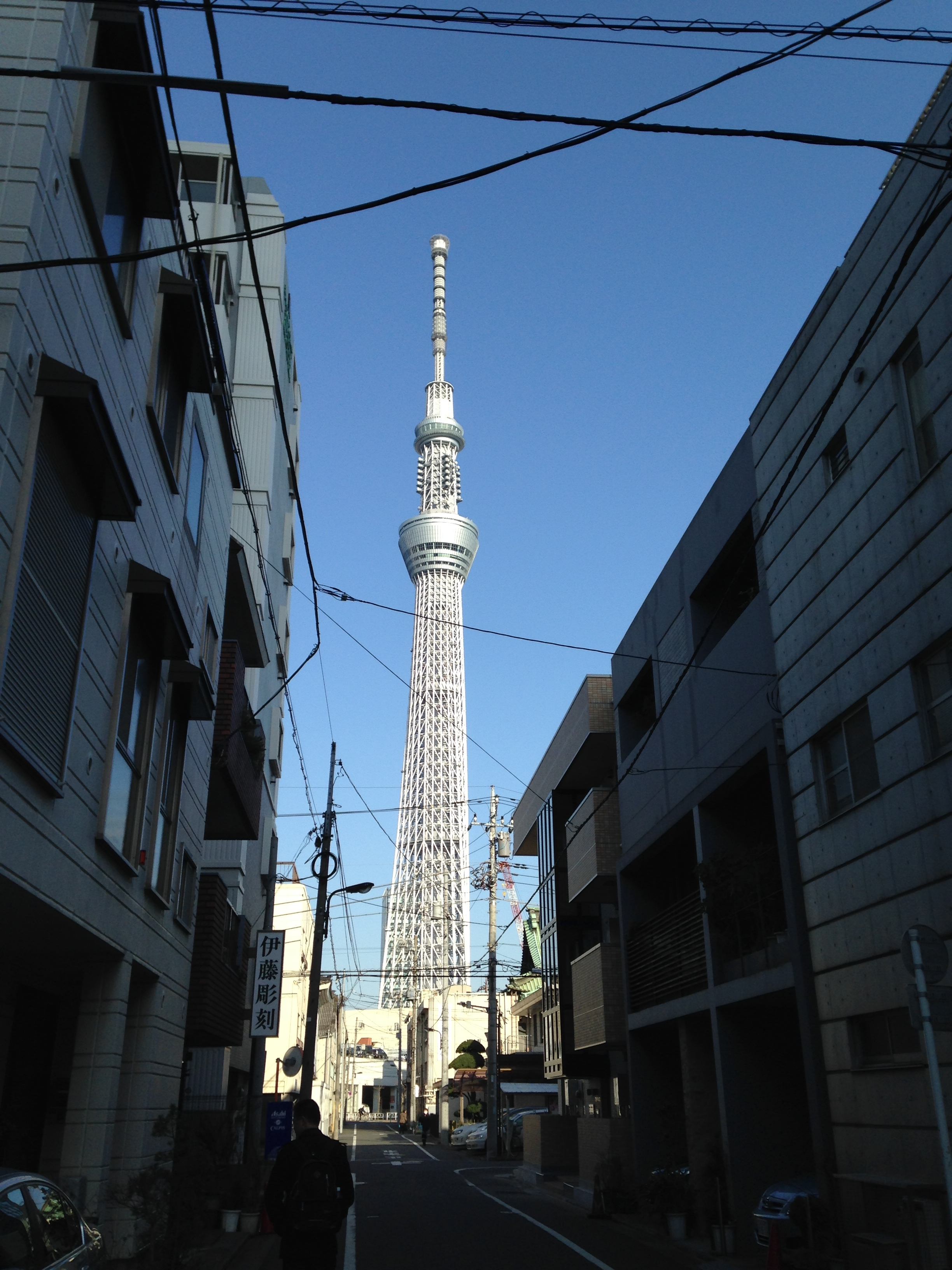
Tokyo Skytree, Japan (2012, 350 m und 450 m)